# Nicolas Hoydonckx
Nicolas Hoydonckx (29 de dezembro de 1900 — 4 de fevereiro de 1985) foi um futebolista belga que competiu na Copa do Mundo FIFA de 1930.